# Sainte-Honorine-des-Pertes
Sainte-Honorine-des-Pertes era una comuna francesa del departamento de Calvados, ubicado en la región de Normandía, que el 1 de enero de 2017 pasó a ser una comuna delegada de la comuna nueva de Aure-sur-Mer al fusionarse con la comuna de Russy.
Tiene una población estimada, a inicios de 2022, de 528 habitantes.

## Demografía
| Gráfica de evolución demográfica de Sainte-Honorine-des-Pertes entre 1800 y 2022 |
|                                                                                  |

Los datos demográficos contemplados en este gráfico de la comuna de Sainte-Honorine-des-Pertes se han cogido de 1800 a 1999 de la página francesa EHESS/Cassini, y los demás datos de la página del INSEE.